# Bandeira de Bruxelas

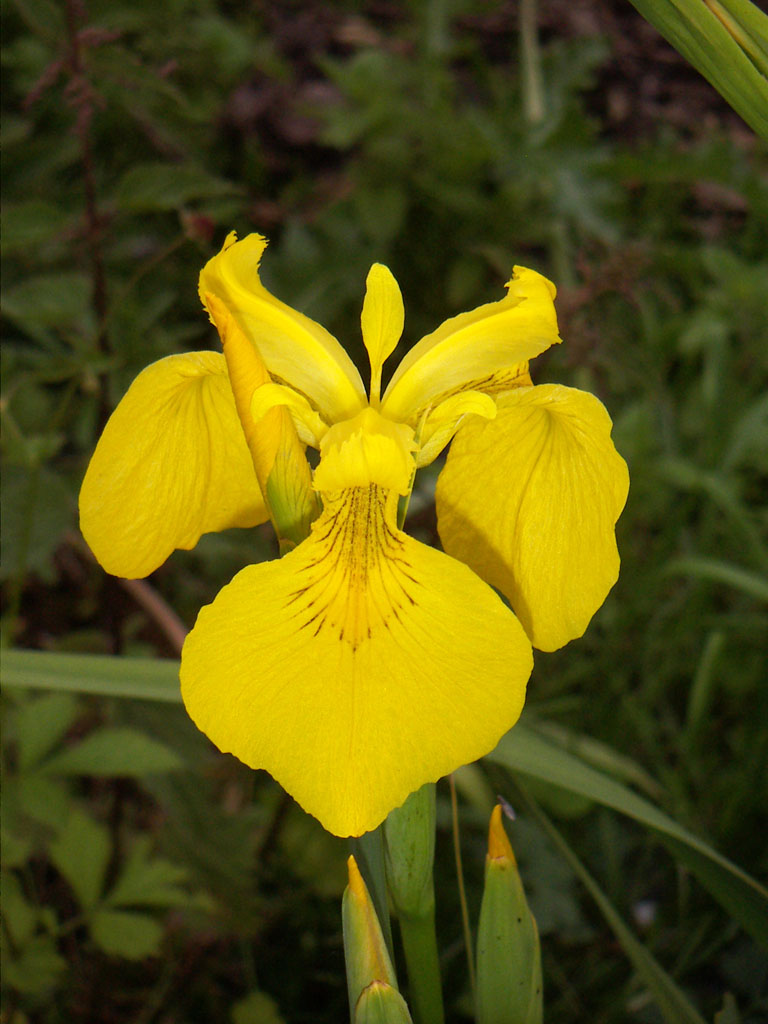
Flor-de-íris ou flor-de-lis (Iris pseudacorus)

A Bandeira da Região de Bruxelas foi adotada em 22 de junho de 1991 e é composta por uma flor-de-lis amarela em um campo azul. O desenho exato foi escolhido através de uma concurso público, o qual foi vencido por Jacques Richez. 
A cor azul vem da bandeira da União Europeia, da qual Bruxelas é uma das capitais. A flor-de-lis amarela, que é um símbolo da cidade, é bem conhecida por crescer nos campos próximos do rio Senne, que corta a Bruxelas.